# Lago Karum
Para el lago Assal en Yibuti, véase Lago Assal.
El lago Karum (también conocido como lago Assal, que no se debe de confundir con el lago de Yibuti) es un lago de la región de la depresión de Afar, en Etiopía. Es una de las dos salinas del extremo norte de la depresión de Afar (el otro es el lago Afrera), que se sitúa 115 m por debajo del nivel del mar. El volcán Erta Ale se levanta al suroeste de este lago. 
Al norte del lago Karum se sitúa el antiguo poblado minero de Dallol. El lago es extremadamente salado y está rodeado por un salar todavía minado. Esta sal es transportada en caravana hacia el resto del país.